# خزايي سفلي
خزايي سفلي هي قرية في مقاطعة شاهين دج، إيران. عدد سكان هذه القرية هو 92 في سنة 2006.